# Štadión Tehelné pole
Das Štadión Tehelné pole (deutsch „Stadion Ziegelfeld“) war ein Fußballstadion im nördlichen Stadtteil Nové Mesto der slowakischen Hauptstadt Bratislava. Das alte Tehelné pole war bis 2009 die Heimstätte des Fußballclubs ŠK Slovan Bratislava sowie der slowakischen Fußballnationalmannschaft. Die Spielstätte bot 30.087 Plätze. Nach dem Abriss 2013 wurde von Ende 2014 bis zum Frühjahr 2019 das Národný futbalový štadión (NFŠ) mit 22.500 Plätzen errichtet. Das Štadión Pasienky von Slovans erbittertsten Rivalen Inter Bratislava liegt wenige hundert Meter in nordöstlicher Richtung. Die Eissporthalle Zimný štadión Ondreja Nepelu liegt südlich des Stadions und grenzt fast an das Grundstück.

## Geschichte

### Altes Stadion
Von 1919 bis 1939 spielte Slovan im Stadion im Stadtteil Petržalka. Dieser war am 10. Oktober 1938 in Folge des Münchner Abkommens an das Deutsche Reich angeschlossen worden. Daher erfolgte der Wechsel auf die Sportanlage Tehelné pole. Dort fand am 27. August 1939 ein Länderspiel gegen das Deutsche Reich statt, das die Slowakei 2:0 gewann. Im November 1939 gründete Slovan ein Baukomitee und am 10. Dezember begannen die Erdarbeiten, um ein neues Stadion zu errichten. Am 15. September 1940 war das Stadion Austragungsort eines weiteren Länderspieles gegen das Deutsche Reich, welches die Gäste 1:0 gewannen und in der deutschsprachigen Tagespresse als feierliche Stadioneröffnung galt. Einen Monat später, am 29. Oktober 1940, fand das erste internationale Spiel von Slovan im neuen Stadion gegen Hertha BSC statt, welches 2:2 endete. Beendet wurde der Stadionbau 1942, nachdem seit dem Herbst 1940 unter anderem noch die Laufbahn, Ergänzungen an der Tribüne und die Sanitäranlagen fertiggestellt worden waren. Das Stadion hatte eine 70 Meter lange Tribüne mit 1.750 Sitzplätzen und insgesamt eine Kapazität von 25.000 Zuschauern.
Nach 1961 wurde die Anlage umgebaut. Die Zuschauerkapazität wurde auf 45.000 Plätze erhöht, eine Flutlichtanlage installiert und eine neue Tribüne erstellt. Zuletzt hatte das Stadion ein Fassungsvermögen von 30.087 Zuschauern, ca. 6.000 Plätze davon waren überdacht, und war nach dem 2011 abgerissenen Všešportový areál mit 30.312 Plätzen das zweitgrößte Fußballstadion in der Slowakei. Es verfügte über eine LED-Anzeigetafel.
In der Saison 2005/06 wurde das Štadión Tehelné pole vom FC Artmedia Bratislava für seine Champions-League-Spiele genutzt, da das eigentliche Stadion von Artmedia nicht den UEFA-Anforderungen entsprach.
Das Štadión Tehelné pole sollte zum neuen Nationalstadion umgebaut werden. Dies wurde nicht realisiert. Es gab Pläne von Slovan, ein eigenes Stadion zu bauen. Im November 2010 berichtete die führende slowakische Zeitung Sme mit einer Bildreportage über den Zerfall des Stadions.